# Slatina (Hradec Králové)
Slatina – część miasta ustawowego Hradec Králové. Znajduje się w północno-wschodniej części miasta. Mieszka tutaj na stałe około 700 osób.